# Билягидон
Билягидон — река в России, протекает в Ирафском районе республики Северная Осетия-Алания. Длина реки составляет 12 км. Площадь водосборного бассейна — 65,8 км².
Начинается из ледника Биляги к востоку от горы Дашихох. Течёт по дуге: сначала на северо-восток, затем — на юго-восток, нижняя половина течения проходит в берёзово-сосновом лесу. Устье реки находится в 74 км по левому берегу реки Урух у села Ахсау.

## Данные водного реестра
По данным государственного водного реестра России относится к Западно-Каспийскому бассейновому округу, водохозяйственный участок реки — Терек от впадения реки Урух до впадения реки Малка. Речной бассейн реки — Реки бассейна Каспийского моря междуречья Терека и Волги.
Код объекта в государственном водном реестре — 07020000412108200003860.